# ورزش در پرتغال

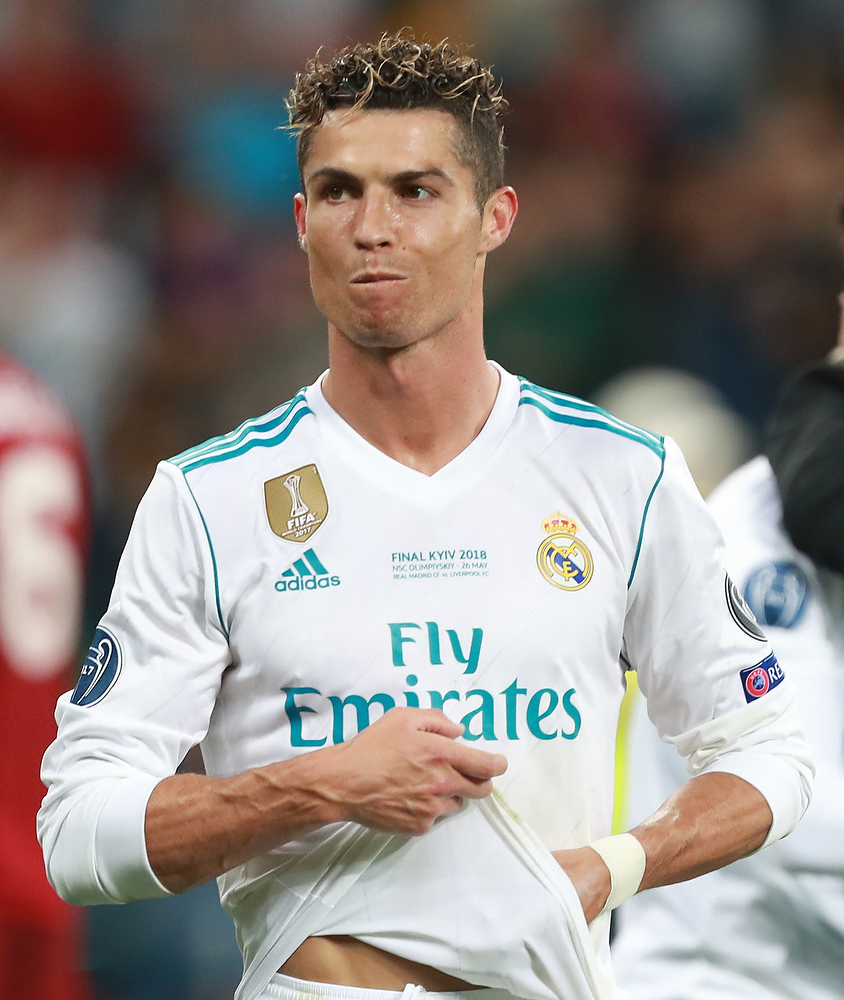
رونالدو در فینال لیگ قهرمانان اروپا ۲۰۱۸، در آخرین بازی خود برای رئال مادرید از شناخته شده‌ترین ورزشکاران اهل پرتغال.

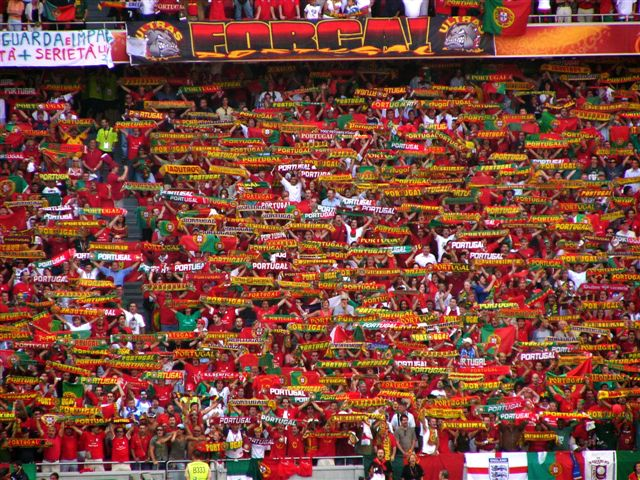
طرفداران فوتبال پرتغال در حال حمایت از تیم ملی فوتبال پرتغال.

ورزش در پرتغال در فرهنگ پرتغال از اهمیت بالایی برخوردار است. ورزش‌های رقابتی و برجسته در پرتغال را می‌توان از زمان روم باستان ردیابی کرد. گایوس آپولیوس دیوکلس (۱۰۴ – پس از ۱۴۶ پس از میلاد) ارابه‌رانی مشهور متولد لامگو بود که به یکی از مشهورترین ورزشکاران تاریخ باستان تبدیل شد. اغلب از او به عنوان پردرآمدترین ورزشکار تمام دوران یاد می‌شود.
فوتبال محبوب‌ترین ورزش در بین مردم پرتغال است. به غیر از فوتبال، بسیاری از مسابقات ورزشی حرفه ای یا نیمه حرفه ای از جمله مسابقات قهرمانی اتحادیه بسکتبال، شنا، دو و میدانی، تنیس، ژیمناستیک، فوتسال، هاکی با چرخ، هندبال، والیبال، موج سواری، قایق‌رانی و راگبی هر فصل در پرتغال برگزار می‌شود.
دیگر فعالیت‌های تفریحی پرطرفدار مرتبط با ورزش در فضای باز با هزاران علاقه‌مند در سراسر کشور شامل ایر سافت، گلف، پیاده‌گردی، جهت‌یابی، و گاوبازی است.

## ورزش‌های پرطرفدار

### فوتبال
فوتبال پرطرفدارترین ورزش در پرتغال است و این کشور فوتبالیست‌هایی پرورش داده که در سراسر جهان شناخته شده‌اند. بازیکنانی مانند اوزه‌بیو، لوئیس فیگو و کریستیانو رونالدو از مشهورترین بازیکنان فوتبال پرتغال هستند. مدیران فوتبال پرتغال نیز قابل توجه هستند، از جمله مهم‌ترین آنها ژوزه مورینیو در سطح باشگاهی و رفرناندو سانتوس در سطح تیم ملی هستند.
تیم ملی فوتبال پرتغال با کسب یک جام ملت‌های اروپا ۲۰۱۶ و یک عنوان قهرمانی در لیگ ملت‌های اروپا ۱۹–۲۰۱۸ در میان تیم‌های ملی فوتبال با رتبه بالاتر در اروپا و جهان قرار دارد. لیگ برتر فوتبال پرتغال، لیگ برتر حرفه ای کشور پرتغال، شناخته شده‌ترین رویداد ورزشی در این کشور است که تیم‌های فوتبال مانند باشگاه ورزشی بنفیکا، باشگاه فوتبال پورتو و باشگاه فوتبال اسپورتینگ مدعیان اصلی آن هستند. باشگاه‌های مهم دیگر بلننسس و بواویستا هستند. این پنج باشگاه تنها باشگاه‌هایی هستند که قهرمان لیگ پرتغال شده‌اند.
تیم‌های فوتبال پرتغال در رقابت‌های لیگ قهرمانان اروپا و جام یوفا عملکرد خوبی داشته‌اند و به‌طور منظم به آخرین مراحل آن رقابت‌ها رسیده‌اند و تعدادی جام را به دست آورده‌اند. پرتغال دارای تعداد زیادی ورزشگاه مناسب فوتبال است. سه استادیوم ۵ ستاره یوفا در پرتغال به همراه بسیاری دیگر از امکانات پیشرفته وجود دارد که در سراسر کشور توزیع شده‌اند.

### فوتسال
تیم ملی فوتسال پرتغال یکی از قوی‌ترین تیم‌های جهان است. این تیم اکنون در رده ۵ رنکینگ جهانی قرار دارد و یک قهرمانی یورو در سال ۲۰۱۸ را کسب کرده است. لیگ فوتسال پرتغال به دو دسته تقسیم می‌شود. تیم‌های برتر در 1a Divisão بازی می‌کنند. در هر بخش، یک تیم دو بار با سایر تیم‌ها بازی می‌کند.

### بسکتبال
باشگاه‌های بسکتبال اصلی کشور اس ال بنفیکا و اف سی پورتو هستند. هر دو تیم در سال‌های گذشته در چندین جام اروپایی شرکت کرده‌اند. تیم ملی بسکتبال پرتغال بهترین عملکرد خود را در بسکت یورو ۲۰۰۷ داشت که در آن رقیب‌هایی مانند ترکیه و صربستان را پشت سر گذاشت.
دوچرخه سواری
دوچرخه‌سواری، با ولتا پرتغال که مهم‌ترین مسابقه است رویداد ورزشی محبوبی در پرتغال است و شامل تیم‌های دوچرخه‌سواری حرفه‌ای مانند بواویستا، اس ال بنفیکا می‌شود. از دوچرخه سواران مشهور و شناخته شده پرتغالی روی کاستا قهرمان مسابقات جاده ای جهان در سال ۲۰۱۳، و همچنین خواکیم آگوستینیو، مارکو شاگاس، خوزه آزودو، سرجیو پائولینیو، و تیاگو ماچادو را می‌توان نام برد.

## بازی‌های المپیک
پرتغال در سال ۱۹۰۹، سیزدهمین کشوری بود که به کمیته بین‌المللی المپیک پیوست. مسابقه افتتاحیه آن در بازی‌های المپیک تابستانی ۱۹۱۲ در استکهلم برگزار شد. پرتغال با ۲۱ حضور متوالی، از بازی‌های المپیک تابستانی ۲۰۰۴ در رده هجدهم برای حضور در المپیادها قرار گرفته است. سوارکاری و تیراندازی المپیک نیز در پرتغال محبوب هستند.

## لیگ‌های ورزشی
- لیگ برتر فوتبال پرتغال